# Festival Internacional de Cinema de Berlim 1971
A 21ª edição anual do Festival Internacional de Cinema de Berlim foi realizado entre os dias 25 de junho a 6 de julho de 1971. O Urso de Ouro foi concedido ao filme italiano Il giardino dei Finzi-Contini, dirigido por Vittorio De Sica.

## Júri
As seguintes pessoas foram anunciados como jurados do festival:
- Bjørn Rasmussen (chefe de júri)
- Ida Ehre
- Walter Albuquerque Mello
- Paul Claudon
- Kenneth Harper
- Mani Kaul
- Charlotte Kerr
- Rex Reed
- Giancarlo Zagni

## Filmes em competição
Os seguintes filmes competiram pelo prêmio Urso de Ouro:
| † | Vencedor do prêmio principal de melhor filme em sua seção |
| Título                                                | Diretor(es)                                                                                     | País                    |
| ----------------------------------------------------- | ----------------------------------------------------------------------------------------------- | ----------------------- |
| 1501 1/2                                              | Paul B. Price                                                                                   | Estados Unidos          |
| Ai futatabi                                           | Kon Ichikawa                                                                                    | Japão                   |
| Ang.: Lone                                            | Franz Ernst                                                                                     | Dinamarca               |
| Argentina, mayo de 1969: Los caminos de la liberación | Octavio Getino Nemesio Juárez Rodolfo Kuhn Jorge Martín Humberto Ríos Eliseo Subiela Pablo Szir | Argentina               |
| Beröringen                                            | Ingmar Bergman                                                                                  | Estados Unidos · Suécia |
| Bless the Beasts and Children                         | Stanley Kramer                                                                                  | Estados Unidos          |
| Bloomfield                                            | Richard Harris                                                                                  | Israel · Reino Unido    |
| Como Era Gostoso o Meu Francês                        | Nelson Pereira dos Santos                                                                       | Brasil                  |
| Desperate Characters                                  | Frank D. Gilroy                                                                                 | Estados Unidos          |
| Die ersten Tage                                       | Herbert Holba                                                                                   | Áustria                 |
| Dulcima                                               | Frank Nesbitt                                                                                   | Reino Unido             |
| Il Decameron                                          | Pier Paolo Pasolini                                                                             | Itália                  |
| Il giardino dei Finzi-Contini                         | Vittorio De Sica                                                                                | Itália                  |
| In continuo                                           | Vlatko Gilić                                                                                    | Iugoslávia              |
| Jaider, der einsame Jäger                             | Volker Vogeler                                                                                  | Alemanha                |
| Le Chat                                               | Pierre Granier-Deferre                                                                          | França · Itália         |
| Love Is War                                           | Ragnar Lasse-Henriksen                                                                          | Noruega                 |
| Lyckliga skitar                                       | Vilgot Sjöman                                                                                   | Suécia                  |
| Ninì Tirabusciò: la donna che inventò la mossa        | Marcello Fondato                                                                                | França · Itália         |
| Die Ordnung                                           | Bohumil Stepan Boris von Borresholm                                                             | Alemanha                |
| Quatre nuits d'un rêveur                              | Robert Bresson                                                                                  | França · Itália         |
| Rdeče klasje                                          | Živojin Pavlović                                                                                | Iugoslávia              |
| Rendez-vous à Bray                                    | André Delvaux                                                                                   | Bélgica · França        |
| Wer im Glashaus liebt... der Graben                   | Michael Verhoeven                                                                               | Alemanha                |
| Viva la muerte                                        | Fernando Arrabal                                                                                | França · Tunísia        |
| Whity                                                 | Rainer Werner Fassbinder                                                                        | Alemanha                |

## Prêmios
Os seguintes prêmios foram concedidos pelo júri:
- Urso de Ouro: Il giardino dei Finzi-Contini de Vittorio De Sica
- Urso de Prata de Melhor Atriz:
  - Simone Signoret em Le Chat
  - Shirley MacLaine em Desperate Characters
- Urso de Prata de Melhor Ator: Jean Gabin em Le Chat
- Urso de Prata:
  - Ragnar Lasse-Henriksen por Love Is War
  - Frank D. Gilroy por Desperate Characters
- Grande Prêmio do Juri: Il Decameron de Pier Paolo Pasolini
- Reconhecimento Especial: Ang.: Lone de Franz Ernst